# Casey (Rapperin)

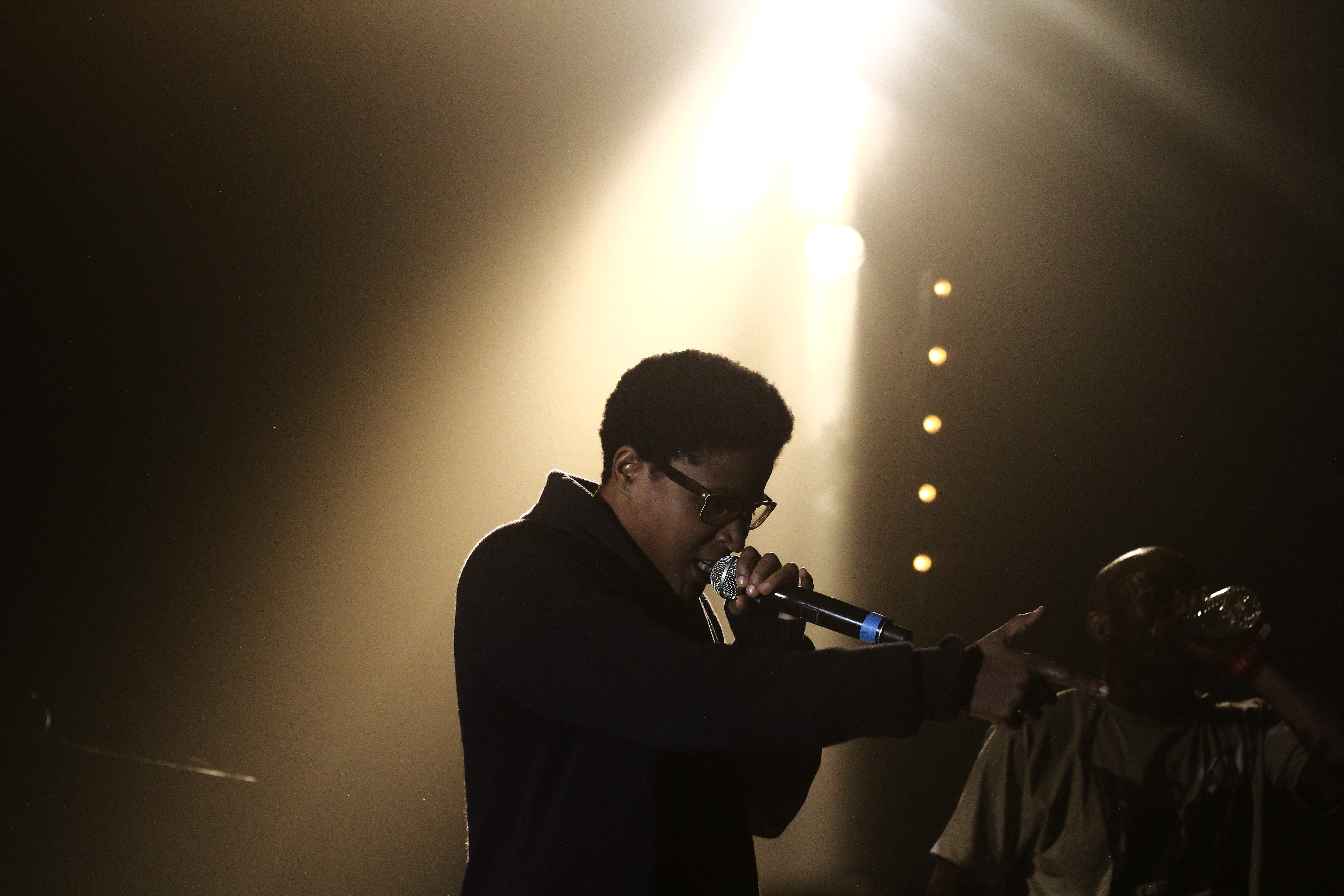
Casey (2014)

Casey (* 1976 in Rouen), bürgerlich Cathy Palenne, ist eine französische Rapperin karibischer Abstammung.

## Biografie und Kunstauffassung
Die Eltern von Casey stammen von der Insel Martinique. Mit 14 Jahren hörte sie im Radio Sendungen von Dee Nasty und Stücke von Public Enemy. Fasziniert von deren hartem politischen Rap, begann sie selbst aktiv zu rappen. Auch ihre eigenen Texte sind politisch, handeln von der Armut und der Deklassierung der Immigranten in den Banlieues, von Polizeigewalt und von Rassismus.
Sie bezeichnet die französische Gesellschaft als strukturell rassistisch: „Man hat die Vermögenswerte den Reichsten vorbehalten […], die ärmsten Weißen versucht man ruhigzustellen, mit dem Front National als Zufluchtshort. Auf diese Weise ist Frankreich tiefgründig rassistisch.“ Den französischen Rap, der heutzutage im Radio übertragen wird, betrachtet sie als zahnlos: „Die Medien und die Eliten haben den Slam übernommen, den vornehmen Cousin des Rap, eingängig, zivilisiert, überzuckert mit der Botschaft von universellem Frieden. […] Der heutige Variété-Rap beschönigt die Misere, statt sie bloßzustellen, oder prunkt mit Funk- und Tanzrhythmen.“ Sie grenzt ihren eigenen Rap von diesem französischen Mainstream ab, bezeichnet ihn als Rap der Immigrantenkinder.
Vom 14. bis 17. April 2010 trat Casey in einer ganzen Reihe von Vorstellungen beim Frühjahrsfestival in Bourges, dem Printemps de Bourges, auf.
Ihre CD-Aufnahmen veröffentlicht sie bei dem unabhängigen Label Anfalsh (Heimlich). Sie lebt in Le Blanc-Mesnil.

## Diskografie
- 2006: Tragédie d'une trajectoire
- 2006: Ennemi de l'Ordre
- 2006: Hostile au stylo
- 2009: L'Angle mort, gemeinsam mit der Band Zone libre
- 2010: Libérez la bête